# Josephine Perenda
Josephine Perenda (ur. 1903) – austriacka lekkoatletka, płotkarka.
Wielokrotna reprezentantka kraju w meczach międzypaństwowych.
Była rekordzistka Austrii w biegu na 80 metrów przez płotki (14,3 – 9 października 1927, Kraków).